# Furneux Pelham
Furneux Pelham is een civil parish in het Engelse graafschap Hertfordshire.